# Аварийная защита ядерного реактора
Авари́йная защи́та ядерного реактора — совокупность устройств, предназначенная для быстрого прекращения цепной ядерной реакции в активной зоне реактора. «Правила ядерной безопасности реакторных установок атомных станций» Ростехнадзора определяют аварийную защиту как функцию быстрого перевода реактора в подкритический режим, а также комплекс систем, выполняющий эту функцию. Этим же документом в российском правовом поле определены требования к системе аварийной защиты.

## Активная аварийная защита
Активная аварийная защита автоматически срабатывает при достижении одним из параметров ядерного реактора значения, которое может привести к аварии. В качестве таких параметров могут выступать: температура, давление и расход теплоносителя, уровень и скорость увеличения мощности.
Исполнительными элементами аварийной защиты являются, в большинстве случаев, стержни с веществом, хорошо поглощающим нейтроны (бором или кадмием). Иногда для остановки реактора жидкий поглотитель впрыскивают в контур теплоносителя.

## Пассивная аварийная защита
Дополнительно к активной защите, многие современные проекты включают также элементы пассивной защиты. Например, современные варианты реакторов ВВЭР включают «Систему аварийного охлаждения активной зоны» (САОЗ) — специальные баки с водным раствором борной кислоты, находящиеся над реактором. В случае максимальной проектной аварии (разрыва первого контура охлаждения реактора), содержимое этих баков самотеком поступает в активную зону реактора и цепная ядерная реакция гасится большим количеством борсодержащего вещества, хорошо поглощающего нейтроны.
В проекте реактора БН-800 реализована разработка в составе проекта реакторной установки пассивно срабатывающих стержней аварийной защиты (ПАЗ) в авариях с потерей принудительного расхода.